# 布拉德利 (緬因州)
布拉德利（英語：Bradley）是一個位於美國緬因州佩諾布斯科特縣的鎮。

## 人口
根據2020年美國人口普查的數據，布拉德利的面積為131.18平方千米，當中陸地面積為128.26平方千米，而水域面積為2.92平方千米。當地共有人口1532人，而人口密度為每平方千米12人。